# همایش ۱۰تای بزرگ

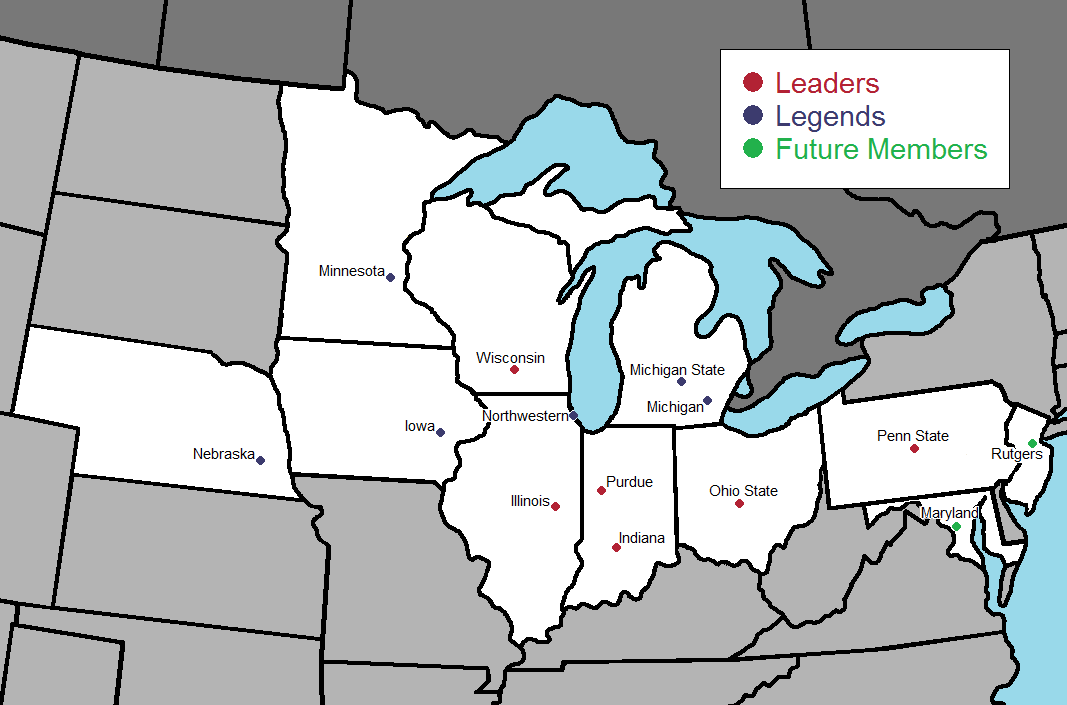

همایش ۱۰تای بزرگ (Big 10 Conference) تأسیس ۱۸۹۶ میلادی نام یک لیگ ورزشی دانشگاهی در امریکا است.
این همایش یکی از پنج همایش بزرگ امریکا بوده و متشکل از ۱۴ دانشگاه است.